# Япет (океан)
Япет — палеоокеан, що існував у неопротерозойську і палеозойську епохи в (між 600 і 400 млн років тому). Був розташований в південній півкулі, між палеоконтинентами — Лаврентія, Балтика і Авалонія. Океан зник після Каледонського, Таконицького і Акадіанського орогенезів, коли ці три континенти об'єдналися в один великий континент — Євроамерика.
Через те що океан Япет було розташовано між континентами, що у набагато пізніший час приблизно утворили протилежні береги Атлантичного океану, його можна розглядати як свого роду попередника Атлантики. Назву отримав на честь титана Япета, який у грецькій міфології був батьком Атланта, на честь якого і було названо Атлантичний океан

## Геодинамічна історія

### Палеозой

Розташування континентів після каледонського орогенезу (девонський і пермський періоди). Відмінності у копалинах фауни по обидві сторони від червоної лінії (сутура Япета) є доказом існування океану між двома террейнами перед їх об'єднання у суперконтинент Пангея

На початку палеозою, океан Япет утворив широкий океанічний басейн між палеоконтинентами Лаврентія (Шотландія, Ґренландія і Північна Америка) на заході і Балтика (Скандинавія і частини Північно-Східної Європи) на сході.
Океан був обмежений на півдні великим палеоконтинентом Гондвана (що мала своєму складі сьогоденну Африку, Південну Америку, південь Євразії, Австралію та Антарктиду), пізніше деякі террейни відколювались від Гондвани, на кшталт мікроконтиненту Авалонія (наразі це океанічний шельф на схід від Нової Англії, на південь від Ньюфаундленду, частини Нью-Брансвіку і Нової Шотландії, південь Ірландії, більшість терену Англії і Уельсу, Нідерланди та Північ Німеччини).
На північному заході океану Япет, під час раннього кембрію (540 млн років тому), утворилася над зоною субдукції — де одна океанічна плита пірнала під іншу, вулканічна острівна дуга. В цей же час, під час кембрію (близько 550 млн років тому), із заходу океан Япет почав поступово зменшуватись через субдукцію. Починаючи з ордовика (488—444 млн років тому) те ж саме відбулося далі на північ і схід, де і Авалонія і Балтика почали рух в напрямку Лаврентії
Фіннмаркська фаза що відбулась на північному заході Скандинавії (560—480 млн років), була викликана розвитком нової зони субдукції вздовж західного краю Балтики, яка була пасивною окраїною до цього часу.
Трилобітна фауна континентального шельфу Балтики і Лаврентії все ще вельми різні в ордовику, проте вже у силурі фауна показує прогресивне змішування видів з обох сторін, через зменшення відстані між континентами
На заході, Япет було закрито під час Таконицького орогенезу (480—430 мільйонів років тому), коли вулканічна острівна дуга зазнала колізію з Лаврентію. Деякі дослідники вважають океанічний басейн на південь від острівної дуги також частиною Япета, ця акваторія була закрита під час пізнішого Акадіанського орогенезу, під час колізії Авалонії з Лаврентією.
Тим часом, східна частина закрилася теж: море Торнквіста між Авлонією і Балтикою вже наприкінці ордовіку акваторія між Балтика-Авалонією і Лаврентію під час Грампіанської і Скандинавської фази каледонського орогенезу (440—420 мільйонів років тому).
Наприкінці силуру (близько 420 млн років тому) океан Япет повністю зник і три колишні континенти утворили «новий» континент Лавразія який сам пізніше став північною частиною суперконтиненту Пангея.

## Неопротерозойське утворення
Хоча більш-менш файно досліджено розвиток Япету, менш зрозуміло геодинаміка його утворення. У пізньому неопротерозої (близько 800 млн років тому) Балтика, Лаврентія і кратони які пізніше увійшли до Гондвани разом утворили суперконтинент Родинія.
Точна конфігурація, в якій континенти були об'єднані не зрозуміло також Разом з тим вже виявлено внутрішні континентальні басейни в північній частині цього суперконтиненту протягом кріогенового періоду (850—630 мільйонів років тому), перша ознака континентального розколу (інші частини Родинії ймовірно зазнали рифтогенезу, навіть раніше).
У багатьох місцях Скандинавії базальтові дайки мають вік 670 — 650 мільйонів років. Їх інтерпретують як доказ часу початку рифтогенезу, що призвів до утворення Япету. У Ньюфаундленд і Лабрадор, Дайки Довгого хребта також вважають, утворилися у процесі формування океану Япет